# 武濂
武濂（越南语：／；1873年10月15日—1936年1月14日），越南阮朝官員。

## 生平
武濂是承天府香水縣良文總神符社（今屬承天順化省香水市社水洲坊）人，河靜巡撫武科之子，嗣德二十六年九月二十六日（1873年10月15日）出生。成泰六年（1894年），武濂參加鄉試，考中承天場舉人。後進入國學場學習法文。
成泰十二年（1900年），武濂出任符吉知縣。成泰十四年（1902年），升任蓬山知府。維新元年（1907年），升任平順按察使。維新三年（1909年），升河靜布政使。維新六年（1912年），改任兵部辦理。維新八年（1914年），升任兵部侍郎。啟定元年（1916年），升任兵部參知。啟定四年（1919年），出領平富總督。同年（1919年），阮朝開最後一科，由武濂擔任會試主考。後來加署協佐大學士銜。同年，授法國榮譽軍團勳章騎士勳位。啟定八年（1923年），實授協佐大學士，調工部尚書，充機密院大臣。保大元年（1926年），兼任兵部尚书，晉封春和男（越南语：／）。保大四年（1929年），免兼兵部尚书。保大五年（1930年），改任禮部尚書。保大八年四月八日（1933年5月2日），保大帝改組內閣，武濂帶原銜致仕。同年六月十日（8月1日），升東閣大學士致仕，法國政府授予法國榮譽軍團勳章指揮官勳位（第三項北斗佩星）。
保大十年十二月二十日（1936年1月14日），武濂去世，壽六十三歲，追封春和子。

## 家庭
- 子武準

## 紀念
今香水市社有道路以武濂的名字命名。